# Ліщинський Любарт Омелянович
Лю́барт Омелянович Ліщи́нський  (8 липня 1942, Львів — 17 червня 1998, Львів) — український художник, реставратор, ювелір, актор, поет, журналіст, рецитатор. Син львівського художника Омеляна Ліщинського, батько львівської мисткині Слави Салюк.

## Життєпис
Народився 8 липня 1942 року у Львові в родині Омеляна та Мирослави Ліщинських. Закінчив Львівський державний інститут прикладного та декоративного мистецтва.
Працюючи в інституті «Укрзахідпроектреставрація» впродовж довгих років, займався реставрацією архітектурних пам'яток Львова (серед його робіт зокрема — ансамбль Бернардинського монастиря, Арсенал, Аптека-музей тощо). Реалізовував свою творчість у малярстві ікон на склі, металевих декоративних свічниках, медальєрстві. Понад двадцять років був актором знаного у Львові Польського народного театру. Мистецькі багатства рідного міста і його культурне минуле знав чудово і міг годинами проводити екскурсії містом.
Ще в Україні Любарт Ліщинський експериментував з дизайном жіночих нашийних прикрас. Згодом, вже у США, захоплення переросло у цілий творчий напрям — використовуючи матеріали різних часів та країн світу, він творив з них на чужині намиста, побудовані за зразком гуцульської зґарди. Металеві деталі, використані у прикрасах, походять з країн Азії (Афганістан, Індія, Іран), виготовлені ймовірно у XIX столітті з томпаку чи альпаку. І всі нашийники, як він їх називав, з якого б матеріалу вони не були, несли у собі для нових власників спогад про Карпати та відгомін давніх поколінь України.
Його ювелірні роботи експонувалися у Національному музеї у Львові у липні 2002 року на спільній виставці з малярськими роботами його батька Омеляна Ліщинського. Нашийники-зґарди авторства Любарта Ліщинського на сьогодні зберігаються у колекціях США, Франції, Австралії та України.
Від початку 1990-х років мешкав у Нью-Йорку (США). Артистизм, виплеканий за 20 років гри у Польському народному театрі (Львів), допоміг йому втілитися в образи «Гриця Зозулі» (пера Едварда Козака) та персонажів інших творів, які рецитував на численних мистецьких вечорах у Нью-Йорку, Філадельфії, Гантері. Дописував до українського часопису у США «Свобода». В останні місяці життя повернувся з Нью-Йорку до Львова, де й 17 червня 1998 року помер. Похований на Личаківському цвинтарі у Львові.